# Pjotr Leonidovič Kapica
Pjotr Leonidovič Kapica (Kronštadt, 8. srpnja 1894. – Moskva, 8. travnja 1984.), ruski fizičar. Od 1921. do 1934. radio s Ernestom Rutherfordom na Sveučilištu Cambridge. Od 1935. ravnatelj Instituta za fiziku Sovjetske akademije znanosti u Moskvi, od 1955. upravljao programom umjetnih Zemljinih satelita. Znanstveni rad započeo ispitivanjem inercije elektrona i svojstava radioaktivnoga zračenja. Najpoznatiji su mu radovi s područja magnetizma i fizike niskih temperatura. Ustanovio da električni otpor polikristalnih metalnih uzoraka u jakom magnetskom polju raste linearno s jakošću polja (Kapicin zakon, 1929.). Razvio je metode za stvaranje ekstremno jakih magnetskih polja (1924.), te ukapljivanje helija (1934.) i kisika (1939.) u industrijskim razmjerima. Otkrio je suprafluidnost (supratekućina, 1938.), uočio temperaturni skok koji se pojavljuje na granici metala preko kojega se toplina predaje suprafluidnomu heliju (Kapicin temperaturni skok, 1941). Nakon 1945. bavio se i nuklearnom fizikom. Godine 1978. dobio je, zajedno s A. A. Penziasom i R. W. Wilsonom, Nobelovu nagradu za fiziku.

## Supratekućina ili suprafluidnost
Suprafluidnost je stanje ukapljenoga helija koje se očituje gibanjem tekućine bez trenja na ekstremno niskoj temperaturi uz očuvana adhezijska svojstva. Otkrio ju je 1937. Pjotr Leonidovič Kapica, a neovisno o njem otkrili su ju iste godine Donald Misener i John Frank Allen proučavajući pojave do kojih dolazi kada se helij ohladi na temperaturu nižu od 2.17 K. Ako se na primjer u suprafluidni helij djelomično uroni prazna posuda, po njezinim će se stijenkama u tankom sloju (do 30 nm) helij penjati i spuštati u posudu sve dok se razina helija u posudi ne izjednači s razinom okolnoga helija; ako se kapilarna cjevčica jednim krajem uroni u suprafluidni helij i osvijetli, na njezinu će gornjem kraju istjecati helij poput vodoskoka visoka do 10 centimetara (takozvani učinak vodoskoka). Danska fizičarka Lena Hau uspjela je 1999. u suprafluidu usporiti svjetlost do brzine 17 m/s, a 2001. uspjela ju je zaustaviti.
Helijevi izotopi 4He i 3He imaju različita suprafluidna stanja, a zbog različitoga broja neutrona u atomskoj jezgri (različitog spina) pripadaju različitim statistikama (kvantna statistika). Izotop helija 4He, sa spinom 0, je bozon, podvrgava se Bose-Einsteinovoj statististici, ukapljuje se na 4.2 K i prelazi u suprafluidno stanje na temperaturi 2.17 K, a izotop 3He, sa spinom 1/2, podvrgava se Fermi-Diracovoj statististici, ukapljuje se na 3.19 K, postaje suprafluidan na temperaturi 2.6 mK i ima dva različita suprafluidna stanja. 
Teorijski doprinos tumačenju suprafluidnosti helijeva izotopa 4He prvi su dali Laszlo Tisza i Lev Davidovič Landau 1941. u dvokomponentnom modelu s kvazičesticama fononima i rotonima, a kvantnomehanički ju je nadogradio Richard Feynman. Objašnjenje suprafluidnosti izotopa 3He uklopilo se u poopćenu BCS-teoriju (supravodljivost). Postizanje suprafluidnosti još je vrlo skupo zbog potrebnih izuzetno niskih temperatura i iznimne čistoće helija, pa se primjenjuje uglavnom u znanstvenim istraživanjima, na primjer pri proučavanju pojedinačnih molekula plina u suprafluidu, gdje se one zbog nedostatka trenja gibaju potpuno slobodno; za održavanje osjetljivih mjernih instrumenata ili dijelova instrumenata na niskoj temperaturi (u astronomskom satelitu za opažanje infracrvenoga zračenja, IRAS, koji je lansiran 1983., s pomoću 720 litara suprafluidnoga helija instrumenti se čuvaju na temperaturi 1.6 K). U širem smislu stanje elektrona u supravodiču također je suprafluidno.